# Flamandowie
Flamandowie (niderl. Vlamingen) – ludność niderlandzkojęzyczna lub flamandzkojęzyczna, zamieszkująca głównie belgijską część szeroko rozumianej Flandrii (ponad 6 milionów) oraz północno-wschodnią Francję (około 200 tysięcy). Posługują się językiem niderlandzkim oraz jego wersjami określanymi jako język flamandzki (czasem uznawany za odrębny język), wielu używa także języka francuskiego. Wykazują językowe i kulturowe podobieństwa z Holendrami. Flamandzcy emigranci żyją w Stanach Zjednoczonych, Kanadzie i Holandii.

## Historia
Pierwotna etnogeneza Flamandów wiąże się z osadnictwem Franków, Sasów i Fryzów na terytoriach późniejszej Flandrii. Są oni blisko spokrewnieni z Holendrami (posługują się jednym, wspólnie standaryzowanym językiem niderlandzkim). Zostali oni schrystianizowani w IV i VI wieku.
Po traktacie z Verdun w 843 większa część terenów zamieszkiwanych przez Flamandów znalazła się w granicach Królestwa Lotara, zaś po jego rozpadzie stała się częścią Księstwa Lotaryngii. Dzięki sile ekonomicznej hrabstwo Flandrii cieszyło się stosunkowo dużą samodzielnością. Flamandzkie miasta skutecznie opierały się francuskiej ekspansji, którą udało się powstrzymać w 1302, w bitwie pod Courtrai/Kortrijk, zwanej „bitwą złotych ostróg”.
W kolejnych latach, wskutek rozstrzygnięć dynastycznych zarówno Flandria, jak i reszta terytoriów belgijskich stały się częściami Księstwa Burgundii, a po wygaśnięciu dynastii burgundzkiej – posiadłościami Habsburgów. Po pomyślnych rządach cesarza Karola V Północne Niderlandy wypowiedziały posłuszeństwo królowi hiszpańskiemu Filipowi II i utworzyły Republikę Zjednoczonych Prowincji. Niderlandy Południowe na skutek Pokoju w Monastyrze (1648) pozostały pod władaniem hiszpańskim, zaś po wojnie o sukcesję hiszpańską i Pokoju Utrechckim (1713) przypadły Habsburgom austriackim.
Niderlandy Austriackie były z założenia terytorium buforowym, mającym służyć powstrzymaniu ekspansji francuskiej na północ. Ani Austria, ani Holandia nie były jednak w stanie zapobiec zajęciu oraz aneksji terytoriów belgijskich przez Republikę Francuską (1795). Bezpośrednie panowanie francuskie zakończyło się wraz z klęską Napoleona. Na skutek ustaleń Kongresu Wiedeńskiego dawne Niderlandy Austriackie włączone zostały do Królestwa Niderlandów pod panowaniem Wilhelma I Orańskiego. Wraz z wybuchem powstania belgijskiego (1830) oraz uznaniem niepodległości Belgii przez Holandię (1839) Flandria stała się częścią Królestwa Belgii.

## Język
W kraju politycznie dominowali jednak mieszkający na południu francuskojęzyczni Walonowie i dopiero pod koniec XIX wieku status języka niderlandzkiego został zrównany z francuskim. W 1918, po zakończeniu I wojny światowej, Flamandowie powołując się na Deklarację Wilsona domagali się autonomii lub niepodległości. Ruch ten został wygaszony metodami policyjnymi i politycznymi.
W 1963 wyznaczono w Belgii granicę między flamandzką i walońską (francuską) strefą językową. Reforma konstytucyjna z 1970  ostatecznie przypieczętowała status niderlandzkiego jako jedynego języka urzędowego we Flandrii. W Stołecznym Regionie Brukseli wielu Flamandów używa jednak na co dzień języka francuskiego.

## Religia
W odróżnieniu od Północnych Niderlandów, w których pozycję dominującą zdobył kalwinizm, we Flandrii przewagę zachowali katolicy. W okresie Królestwa Zjednoczonych Niderlandów Wilhelm I respektował wprawdzie zasadę tolerancji religijnej, jednak jego reformy w duchu absolutystycznym, w tym zwłaszcza reforma systemu edukacyjnego, godziły w interesy kleru katolickiego z Południa. Prowadziło to do nieposłuszeństwa duchowieństwa oraz wzmocniło poparcie ludności dla powstania. Katolicki charakter kraju został w wyniku oderwania od Holandii utrwalony, uległ jednak znacznej erozji.
W 2003 połowa mieszkańców Flandrii zadeklarowała się jako katolicy, jednak regularny udział w mszach deklarowało jedynie 9,5% Flamandów. Ponadto zaufanie do kościoła rzymskokatolickiego jako do instytucji w 1999  wyrażało jedynie 18,3% Flamandów.

## Pogląd na niezależność
Flamandowie w większości deklarują poparcie dla federalnego kształtu państwa belgijskiego. Postulaty secesjonistyczne cieszą się sympatią mniejszości społeczeństwa.